# Bathilda d'Ascània
Bathilda d'Ascània (en anglosaxó: Bealdhild; 626 o 627 - 30 de gener del 680) va ser reina consort de Burgúndia i Nèustria, esposa del rei merovingi Clodoveu II.

## Biografia
La seva biografia està documentada en dues tradicions contraposades. Una d'elles, la Vita Sanctae Bathildis, registra la seva candidatura per a la santedat i el gran mèrit d'aquesta, mentre que l'altra aborda una crònica més mundana o realista. Aquesta segona versió està recolzada per les troballes arqueològiques a Ànglia Oriental. La tradició que atesta la santedat l'assenyala com a impulsora en la creació de dos abadies franceses, Corbie i Chelles.
Ambdues tradicions la presenten com una aristòcrata, potser familiar de Khildebert l'Adoptat, l'últim rei pagà anglosaxó, perquè se sap que el seu rival Sigebert III va vendre a una noia en esclavitud, aquesta información se confirma por el Liber Historiae Francorum: uxorem nomine Saxonorum generado accepitque de Bathilde. que va servir a Erquinoald, majordom de palau de Clodoveu a Nèustria. Algun temps després, es va casar amb Clodoveu II, potser el 649.
Bathilda d'Ascània va donar a Clodoveu tres fills, tots els quals es van convertir en reis: Clotari, Khilderic i Teodoric. Quan va morir Clodoveu (entre 655 i 658), el seu fill gran Clotari de cinc anys, va succeir al tron, i la seva mare Bathilda va actuar com la reina regent. Durant la seva regència es va abolir la pràctica de comerç d'esclaus cristians i es va esforçar per alliberar els nens que havien estat venuts com a esclaus. Aquesta afirmació està corroborada per Jane T. Schulenburg, qui esmenta que Bathilda d'Ascània i sant Eloi, «van treballar plegats en la seva caritat favorita, la compra i l'alliberació dels esclaus». Després que els seus tres fills van arribar a l'edat adulta i s'havien establert en els seus respectius territoris - Clotari a Nèustria, Khideric a Austràsia, i Teodoric a Borgonya-, Bathilda es va retirar a la seu monestir favorit l'abadia de Chelles, a la vora de París.
Quan va arribar l'hora de la seva mort a l'abadia de Chelles, la Llegenda àuria diu que va tenir una visió d'una escala davant de l'altar de la Mare de Dèu, tocant el cel i penetrant els seus secrets en la companyia d'àngels. Mentre que aquesta història és una llegenda, l'escala es troba com a símbol al'escut de la ciutat de Chelles.

## Santedat
Va ser canonitzada pel papa Papa Nicolau I. El seu gran santuari és l'abadia de Chelles, situada als afores de París. L'Església catòlica assenyala el 26 de juny com a dia de la seva celebració, mentre que a França se celebra el seu sant el dia 30 d'aquest mes. Després de la mort del seu marit el 657, va exercir la regència recolzada per Erquinoald per evitar el desmembrament del regne.

## Segell de Bathilda

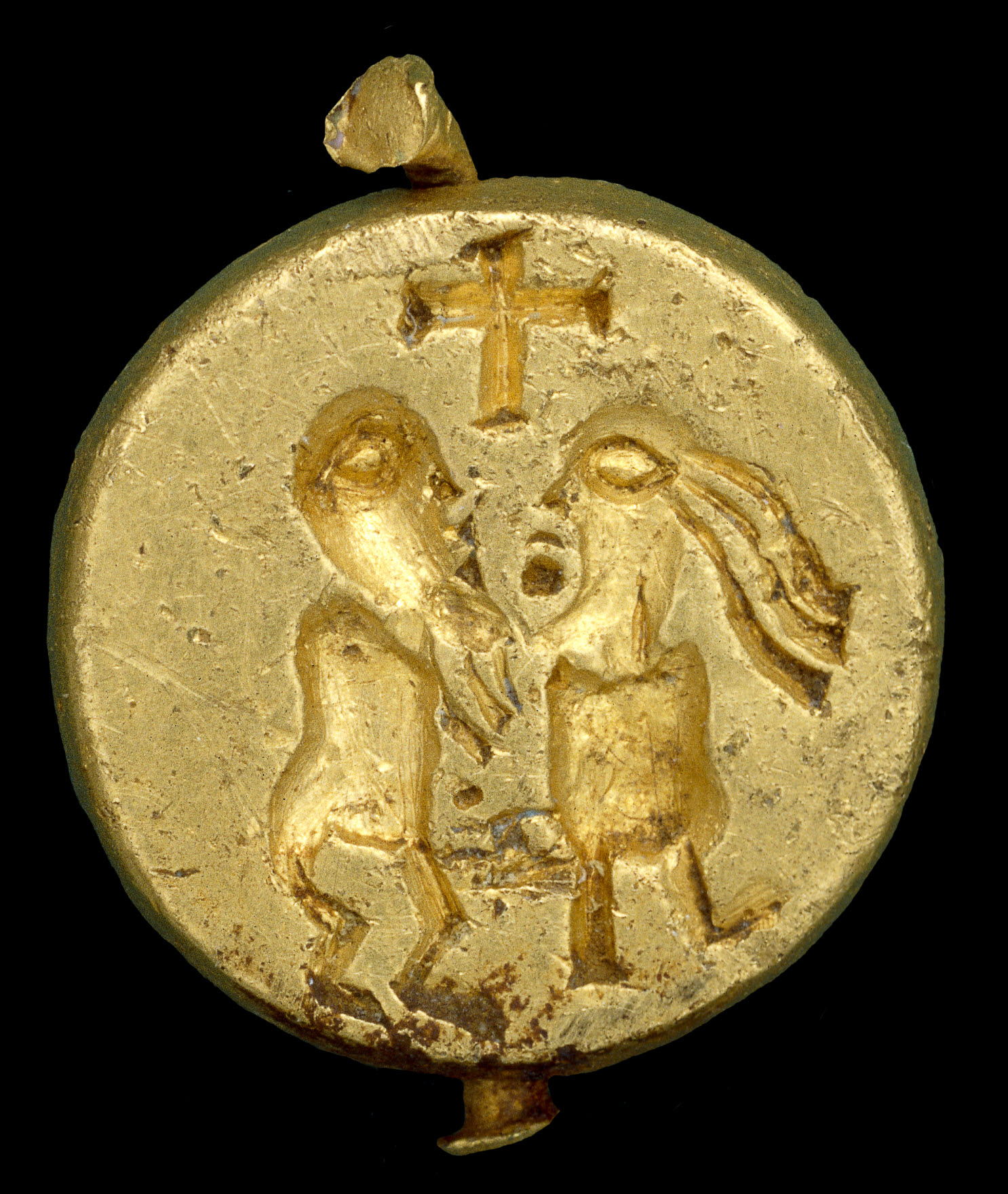
El segell

Un segell d'or, que actualment es troba al museu del Castell a Norwich, va ser descobert el 1999 per amb un detector de metalls a Postwick en el comtat de Norfolk a East Anglia, Anglaterra. D'una banda, és la cara d'una dona amb la inscripció «BALDAHILDIS» en llengua franca. Però l'altra cara representa una parella nua, l'home i la dona abraçant una creu.